# Bačka Bačka Palanka
Fudbalski Klub Bačka (Фудбалски клуб Бачка), fotbollslag från Bačka Palanka, Serbien.